# Mellem Drømme & Drøn
Mellem Drømme & Drøn er en 25-års jubilæumsbog for Roskilde Festivalen skrevet af Anders Rou Jensen.
| Bog | Spire Denne artikel om bøger og tidsskrifter er en spire som bør udbygges. Du er velkommen til at hjælpe Wikipedia ved at udvide den. |